# Neuflize
Neuflize é uma comuna francesa na região administrativa de Grande Leste, no departamento das Ardenas. Estende-se por uma área de 13,78 km². Em 2010 a comuna tinha 813 habitantes (densidade: 59 hab./km²).